# 여격
여격(與格, 영어: dative case, 약어 DAT)은 격의 하나로, 무엇을 받는 자리를 나타낸다. 한국어 문장 “내가 언니에게 책을 주었다.”에서 ‘에게’가 여격을 나타낸다.

## 같이 보기
- 주격
- 속격
- 대격